# Lijst van weg- en veldkapellen in Landgraaf
Dit is een onvolledige lijst van veldkapellen in de gemeente Landgraaf. Kapelletjes komen vooral in het zuiden van Nederland voor en werden dikwijls gebouwd ter verering van een heilige.
| Kapel                                                   | Adres                  | Plaats                 | Bouwperiode  | Architect      | Foto                                           |
| ------------------------------------------------------- | ---------------------- | ---------------------- | ------------ | -------------- | ---------------------------------------------- |
| Mariakapel (niskapel)                                   | Gravenweg 48           | Abdissenbosch          | 1922 en 1997 |                |                                                |
| Koningin van de Vredekapel                              | Kleikoelebergweg       | Nieuwenhagerheide      | 1947         |                | Koningin van de Vredekapel (Nieuwenhagerheide) |
| Sint-Jozefkapel                                         | Rimburgerbos           | Rimburg                | 1951         | Horst Buschouw | Sint-Jozefkapel (Rimburg)                      |
| Mijnwerkerskapel                                        | Casinolaan 15          | Schaesberg-Terwinselen | 2002         |                | Mijnwerkerskapel                               |
| Onze-Lieve-Vrouw van de berg Carmelkapel (Leenderkapel) | Leenderkapelweg        | Schaesberg-Leenhof     | 1647         |                | Leenderkapel                                   |
| Kapel Groenstraat                                       | Groenstraat-Kerkstraat | Waubach                | 1848 en 1925 | A.J. Bartels   | Kapel Groenstraat                              |
| Onze-Lieve-Vrouw van Lourdeskapel (Waarderkapelke)      | Kerkveldweg-Warderweg  | Waubach                | 1913         |                |                                                |